# Sistema Fujii
| ☖ – \| \| 9 \| 8 \| 7 \| 6 \| 5 \| 4 \| 3 \| 2 \| 1 \| \| \| a \| \| \| \| \| \| \| \| \| \| 一 \| \| b \| \| \| \| \| \| \| \| \| \| 二 \| \| c \| \| \| \| \| \| \| \| \| \| 三 \| \| d \| \| \| \| \| \| \| \| \| \| 四 \| \| e \| \| \| \| \| \| \| \| \| \| 五 \| \| f \| \| \| \| \| \| \| \| \| \| 六 \| \| g \| \| \| \| \| \| \| \| \| \| 七 \| \| h \| \| \| \| \| \| \| \| \| \| 八 \| \| i \| \| \| \| \| \| \| \| \| \| 九 \| |    |    |    |    |    |    |    |    |    |    |
| ☗ – |    |    |    |    |    |    |    |    |    |    |
| | 9  | 8  | 7  | 6  | 5  | 4  | 3  | 2  | 1  |    |
| a | 91 | 81 | 71 | 61 | 51 | 41 | 31 | 21 | 11 | 一 |
| b | 92 | 82 | 72 | 62 | 52 | 42 | 32 | 22 | 12 | 二 |
| c | 93 | 83 | 73 | 63 | 53 | 43 | 33 | 23 | 13 | 三 |
| d | 94 | 84 | 74 | 64 | 54 | 44 | 34 | 24 | 14 | 四 |
| e | 95 | 85 | 75 | 65 | 55 | 45 | 35 | 25 | 15 | 五 |
| f | 96 | 86 | 76 | 66 | 56 | 46 | 36 | 26 | 16 | 六 |
| g | 97 | 87 | 77 | 67 | 57 | 47 | 37 | 27 | 17 | 七 |
| h | 98 | 88 | 78 | 68 | 58 | 48 | 38 | 28 | 18 | 八 |
| i | 99 | 89 | 79 | 69 | 59 | 49 | 39 | 29 | 19 | 九 |

En shogi, el Sistema Fujii (en japonés: 藤井システム, romanizado: fujii shisutemu) se refiere un conjunto de estrategias de Torre en Cuarta Columna empleadas contra varias estrategias de Torre Estática. Fue desarrollado como una forma de atacar las posiciones de castillo de Anaguma de Torre Estática.
Recibe su nombre de Takeshi Fujii, quien inventó las estrategias, lo que le ganó el prestigioso premio Kōzō Masuda en 1998. El sistema también puede aplicarse en estrategias de Torre en Tercera Columna.

## Resumen
El sistema Fujii consiste en un conjunto de estrategias para aperturas de Torre en Cuarta Columna y en Tercera Columna desarrollado por el jugador profesional Takeshi Fujii. En particular, el Sistema Fujii atrajo enorme atención como una contramedida contra Anaguma de Torre Estática, en lo que el propio Fujii jugó un rol destacado.
Como se describe a continuación, el Sistema Fujii incluye contramedidas contra castillos Mino Izquierdos y castillos Anaguma. En este último caso, de manera característica, si el o la oponente tiene como objetivo un Anaguma, la estrategia consiste en iniciar un combate antes de que el rey pueda encastillarse por completo en el Anaguma, de manera que tal ataque rápido conduzca a que el oponente abandone el Anaguma y luego se gane el dominio gracias a la solidez del castillo Mino empleado por quien juega el Sistema Fujii. En tanto implica generalmente la disposición de piezas tanto en defensa como en ataque a lo largo de todo el campo del jugador o jugadora en lugar de movimientos de una pieza en particular, recibe el nombre de sistema en lugar de ser llamado solo apertura.
Tradicionalmente, cuando el jugador o jugadora de Torre Estática optaba por una estrategia de juego lento, se empleaba Peón Central de Vanguardia o Peón de Vanguardia de la Cabeza del Rey para pasar de un castillo de Bote a un Yagura y así sucesivamente, por lo tanto, escogiendo castillos avanzados, en particular debido a la fragilidad ante carreras por el mate laterales. Sin embargo, a raíz del desarrollo de estrategias de Mino Izquierdo y Anaguma de Torre Estática para aperturas de Torre Estática, que permitían tener tanta o más solidez que los oponentes que jugaban Torre Móvil, el porcentaje de victorias de Torre Móvil disminuyó drásticamente. Esta tendencia se hizo evidente al comparar los porcentajes de victorias de jugadores top (Yoshiharu Habu, Toshiyuki Moriuchi, Yasumitsu Satō y Akira Watanabe) cuando jugaban Anaguma de Torre Estática. Por ejemplo, Satō estaba logrando un porcentaje de victorias superior al 70% (y 58,8% al jugar con blancas), y Habu una tasa de victorias total (tanto con negras como con blancas) superior al 90%. (En comparación, el porcentaje general de victorias al jugar con negras está ligeramente por encima del 50 %.)
Por tal razón, al tomar medidas contra Mino Izquierdo y Anaguma de Torre Estática, se hizo necesario tener una manera integral y bien equipada de atacar a partir el ataque rápido de plata derecha tradicional de Torre Estática y así sucesivamente. En el sistema Fujii:
- Contra Mino Izquierda, no permitir que ocurra la formación ideal, apuntar a una batalla por la cabeza del Rey.
- Contra Anaguma de Torre Estática, en primer lugar, no dejar que se forme Anaguma o apuntar a que se produzca una batalla antes de que se forme. Esto incluye atacar al rey del rival mientras construyen su Anaguma como si fuera un rey sentado, pasar de torre móvil a torre estática, o acumular potencia a lo largo del borde como si estuviera Ensartando al gorrión.

Subyace en la estrategia Súper Torre en Cuarta Columna de Kenji Kobayashi, así como en la investigación de Masataka Sugimoto.

## Historia

### El declive de las estrategias de Torre Móvil
Antes de que el sistema Fujii se volviera ampliamente conocido, en tanto los jugadores que usaban torres estáticas se sentían incómodos en ataques rápidos contra estrategias de torre móvil, resultaron efectivas aperturas que encastillaban al rey sólidamente como Mino Izquierdo o Anaguma de Torre Estática. Como estos castillos eran tanto o más sólidos que los castillos Mino de Torre Móvil, esto se conllevó aún más a situaciones de juego lento en las que solo los jugadores de torre estática tenían la libertad de iniciar el ataque. Además, dado que los jugadores de torre móvil no tenían contramedidas efectivas, el número de jugadores que optaban por aperturas de torre móvil disminuyó.
Como jugador de Torre Móvil (Torre en Cuarta Columna), Fujii había estado teniendo problemas para encontrar formas de lidiar con castillos de  Anaguma de Torre Estática y Mino Izquierdo, mostrando al jugar Torre Móvil un castillo de Corona de Plata contra Mino Izquierdo, en el proceso de lo cual (en la situación Pl-2g, R-3i, O-4g, O-4i) su torre regresaba al flanco derecho con el objetivo de asaltar la cabeza del rey del Mino Izquierdo (p. ej., en una partida del torneo All Japan Professional Shogi de 1995 contra Hisashi Namekata). Si bien esto ocurrió previo al desarrollo del sistema Fujii, el ataque a la cabeza del rey del Mino Izquierdo es un objetivo común.

### El sistema Fujii contra Mino Izquierdo
| ☖ – \| \| 9 \| 8 \| 7 \| 6 \| 5 \| 4 \| 3 \| 2 \| 1 \| \| \| a \| \| \| \| \| \| \| \| \| \| 一 \| \| b \| \| \| \| \| \| \| \| \| \| 二 \| \| c \| \| \| \| \| \| \| \| \| \| 三 \| \| d \| \| \| \| \| \| \| \| \| \| 四 \| \| e \| \| \| \| \| \| \| \| \| \| 五 \| \| f \| \| \| \| \| \| \| \| \| \| 六 \| \| g \| \| \| \| \| \| \| \| \| \| 七 \| \| h \| \| \| \| \| \| \| \| \| \| 八 \| \| i \| \| \| \| \| \| \| \| \| \| 九 \| |    |    |    |    |    |    |    |    |    |    |
| ☗ – |    |    |    |    |    |    |    |    |    |    |
| | 9  | 8  | 7  | 6  | 5  | 4  | 3  | 2  | 1  |    |
| a | 91 | 81 | 71 | 61 | 51 | 41 | 31 | 21 | 11 | 一 |
| b | 92 | 82 | 72 | 62 | 52 | 42 | 32 | 22 | 12 | 二 |
| c | 93 | 83 | 73 | 63 | 53 | 43 | 33 | 23 | 13 | 三 |
| d | 94 | 84 | 74 | 64 | 54 | 44 | 34 | 24 | 14 | 四 |
| e | 95 | 85 | 75 | 65 | 55 | 45 | 35 | 25 | 15 | 五 |
| f | 96 | 86 | 76 | 66 | 56 | 46 | 36 | 26 | 16 | 六 |
| g | 97 | 87 | 77 | 67 | 57 | 47 | 37 | 27 | 17 | 七 |
| h | 98 | 88 | 78 | 68 | 58 | 48 | 38 | 28 | 18 | 八 |
| i | 99 | 89 | 79 | 69 | 59 | 49 | 39 | 29 | 19 | 九 |

Originalmente, el sistema Fujii se desarrolló como una investigación sobre cómo contrarrestar el Mino Izquierdo. Debido a la formación del Mino Izquierdo, y en particular del Mino de Torre de Muralla, era muy difícil que las aperturas de Torre Móvil invadieran el campo rival.
Tras abrirse paso a lo largo de la columna de la torre, se convertiría en un ataque lateral, pero mientras que el rey del jugador de torre móvil estaría en la fila 1 o 2, el rey del jugador de torre estática estará en la fila 3, de modo que cuando se trataba de una carrera ofensiva, torre móvil a menudo perdía en términos del número de movimientos requeridos. Así pues, para atacar el Mino de Torre de Muralla, en lugar de atacar desde el lado, empezó a entremezclarse un ataque desde la vertical, dirigido al punto débil en la cabeza del rey. En el caso de las negras (sente), tras ubicar al rey en la casilla 39, con P-45 el rival no podrá construir su Mino ideal de cuatro piezas, y se apuntará a atacar la cabeza del rey con P -26. Con todo, si la decisión de avanzar P-26 ocurre demasiado pronto, las blancas pueden apuntar atacar con el alfil desde 53, por lo que es necesario ser muy cuidadoso.
Akira Shima en la Copa NHK jugando con blancas contra el sistema Fujii ganó tras verse obligado a construir un Mino Alto tras el A-57 de las negras, que atacaba la cabeza del caballo. A partir de este punto, la formación habitual se convirtió en avanzar el peón negro a 56, y tras cambiar a una Torre en Tercera Columna avanzar el alfil a 68, por lo tanto, atacando directamente a la cabeza del rey y atacando junto con el caballo derecho. En pocas palabras, las medidas de ▲P-25, △Px25, ▲Cx25 también son severas y, a menos que el alfil esté en 31, la plata no puede retrocederse a 22 (▲P*24 es posible) cuando se mantiene abierta la diagonal del alfil. Esto se convierte en una situación en la que el jugador de Torre Estática tiene que estar muy atento todo el tiempo.
Esta es una apertura inusualmente completa, y Mino Izquierdo ahora casi nunca se ve entre jugadores profesionales cuando se juega contra Torre en Cuarta Columna.

### El sistema Fujii contra Anaguma
| ☖ – \| \| 9 \| 8 \| 7 \| 6 \| 5 \| 4 \| 3 \| 2 \| 1 \| \| \| a \| \| \| \| \| \| \| \| \| \| 一 \| \| b \| \| \| \| \| \| \| \| \| \| 二 \| \| c \| \| \| \| \| \| \| \| \| \| 三 \| \| d \| \| \| \| \| \| \| \| \| \| 四 \| \| e \| \| \| \| \| \| \| \| \| \| 五 \| \| f \| \| \| \| \| \| \| \| \| \| 六 \| \| g \| \| \| \| \| \| \| \| \| \| 七 \| \| h \| \| \| \| \| \| \| \| \| \| 八 \| \| i \| \| \| \| \| \| \| \| \| \| 九 \| |    |    |    |    |    |    |    |    |    |    |
| ☗ – |    |    |    |    |    |    |    |    |    |    |
| | 9  | 8  | 7  | 6  | 5  | 4  | 3  | 2  | 1  |    |
| a | 91 | 81 | 71 | 61 | 51 | 41 | 31 | 21 | 11 | 一 |
| b | 92 | 82 | 72 | 62 | 52 | 42 | 32 | 22 | 12 | 二 |
| c | 93 | 83 | 73 | 63 | 53 | 43 | 33 | 23 | 13 | 三 |
| d | 94 | 84 | 74 | 64 | 54 | 44 | 34 | 24 | 14 | 四 |
| e | 95 | 85 | 75 | 65 | 55 | 45 | 35 | 25 | 15 | 五 |
| f | 96 | 86 | 76 | 66 | 56 | 46 | 36 | 26 | 16 | 六 |
| g | 97 | 87 | 77 | 67 | 57 | 47 | 37 | 27 | 17 | 七 |
| h | 98 | 88 | 78 | 68 | 58 | 48 | 38 | 28 | 18 | 八 |
| i | 99 | 89 | 79 | 69 | 59 | 49 | 39 | 29 | 19 | 九 |

Lo que se ha convertido actualmente en la variante prevalente en el sistema Fujii es la llamada nueva versión que surgió como resultado de la investigación contra estrategias de Anaguma de Torre Estática. Se ha convertido en una estrategia que combina tanto un ataque vertical rápido antes de que se logre completar el castillo Anaguma de Torre Estática, apoyándose en la diagonal del alfil como su punto clave, como contramedidas contra ataques rápidos de parte del rival que juega torre estática.
En el caso de las negras (sente), se inicia un ataque rápido sobre el rey avanzando el peón de la primera columna, como si fuera un rey sentado (es decir, un rey en su casilla inicial). Si la lanza de las blancas se mueve a 12 y el rey logra entrar en el agujero del Anaguma, las negras atacan con C-25, luego P-45 y abriendo la diagonal del alfil. Si las blancas (gote) optan por un ataque temprano, las negras cambian a R-48, luego a R-39 y luego a un castillo Mino. Si bien se piensa a menudo que los movimientos iniciales distintivos del sistema son fáciles de imitar, es inusualmente difícil ejecutarlos a fondo incluso entre jugadores profesionales. De ahí el dicho popular «Nadie excepto Fujii puede jugar el sistema Fujii».

### El Sistema Fujii y el Castillo Millenium
En tanto el sistema Fujii hizo difícil que los jugadores de torre estática construyeran un Anaguma, muchas contramedidas fueron desarrolladas. Una de ellas, que apareció alrededor del año 2000, es el castillo Millenium. Se caracteriza por el hecho de que, si bien es más débil en solidez en comparación con un Anaguma, el hecho de que el rey (blanco) esté acastillado en la casilla 21 significa que no recibirá ataques directos en la diagonal del alfil.
Hasta ese momento, los jugadores y jugadoras de torre móvil derribaban el Anaguma confiando en la diagonal del alfil, así como su desarrollo posterior en la táctica «Isao Nakata XP» de Torre en Tercera Columna, que representa una amenaza sobre el rey de Anaguma de torre estática por medio de la diagonal del alfil. Por esta razón, el castillo Millenium que evitaba la diagonal del alfil a la que apuntaba el sistema Fujii ganó considerable influencia.
Si bien el castillo Millenium mostró nuevos desarrollos contra el sistema Fujii, en términos de la cantidad de movimientos que requiere carecía de la solidez del Anaguma, y los jugadores de torre móvil aprovechaban ese momento para mostrar contramedidas contra la construcción del Anaguma, de forma que en realidad nunca se alcanzó una contramedida perfecta. Como consecuencia de estos detalles, esta apertura casi nunca se juega contra el sistema Fujii de Torre en Cuarta Columna. A la vez, aún goza de una popularidad considerable contra el sistema Fujii de Torre en Tercera Columna, en tanto no tiene efectos sobre los ataques rápidos, .

## Desarrollo
| ☖ – \| \| 9 \| 8 \| 7 \| 6 \| 5 \| 4 \| 3 \| 2 \| 1 \| \| \| a \| \| \| \| \| \| \| \| \| \| 一 \| \| b \| \| \| \| \| \| \| \| \| \| 二 \| \| c \| \| \| \| \| \| \| \| \| \| 三 \| \| d \| \| \| \| \| \| \| \| \| \| 四 \| \| e \| \| \| \| \| \| \| \| \| \| 五 \| \| f \| \| \| \| \| \| \| \| \| \| 六 \| \| g \| \| \| \| \| \| \| \| \| \| 七 \| \| h \| \| \| \| \| \| \| \| \| \| 八 \| \| i \| \| \| \| \| \| \| \| \| \| 九 \| |    |    |    |    |    |    |    |    |    |    |
| ☗ – |    |    |    |    |    |    |    |    |    |    |
| | 9  | 8  | 7  | 6  | 5  | 4  | 3  | 2  | 1  |    |
| a | 91 | 81 | 71 | 61 | 51 | 41 | 31 | 21 | 11 | 一 |
| b | 92 | 82 | 72 | 62 | 52 | 42 | 32 | 22 | 12 | 二 |
| c | 93 | 83 | 73 | 63 | 53 | 43 | 33 | 23 | 13 | 三 |
| d | 94 | 84 | 74 | 64 | 54 | 44 | 34 | 24 | 14 | 四 |
| e | 95 | 85 | 75 | 65 | 55 | 45 | 35 | 25 | 15 | 五 |
| f | 96 | 86 | 76 | 66 | 56 | 46 | 36 | 26 | 16 | 六 |
| g | 97 | 87 | 77 | 67 | 57 | 47 | 37 | 27 | 17 | 七 |
| h | 98 | 88 | 78 | 68 | 58 | 48 | 38 | 28 | 18 | 八 |
| i | 99 | 89 | 79 | 69 | 59 | 49 | 39 | 29 | 19 | 九 |

1. P-76 2. P-34, 3. P-66 4. P-84, 5. T-68 6. Pl-62, 7. P-16 8. R-42, 9. Pl-38 10. R-32, 11. Pl-78 12. P-54, 13. Pl-67 14. O61-52, 15. P-15 16. Pl-53, 17. O69-58 18. P-85, 19. A-77 20. A-33, 21. P-46 22. R-22, 23. P-36 24. P-44, 25. C-37 26. O-43, 27. P-65 28. O-32, 29. Pl-47

Las negras están usando una posición del sistema Fujii de Torre en Cuarta Fila. El rey de las negras permanece en su posición inicial. La plata izquierda que previamente formaba un castillo Mino se ha movido a la casilla 47 para proteger la cabeza del caballo que se ha desarrollado hasta 37 para atacar. El peón del borde izquierdo ha sido avanzado hasta la fila central 5. La plata derecha de las negras se avanza a la casilla 67 y la diagonal del alfil se ha abierto avanzando el peón de la sexta fila hasta 65, lo que permite al alfil atacar la diagonal en la que está ubicada el rey de las blancas (casilla 22) y donde seguirá estando si las blancas optan por un castillo Anaguma (casilla 21).